# 2. Liga (Tschechoslowakei)
Die 2. Liga war in den Jahren 1953 bis 1969 die zweithöchste Eishockeyspielklasse in der Tschechoslowakei. Zwischen der zweiten Spielklasse und der 1. Liga wurde am Saisonende eine Aufstiegsrelegation ausgespielt, um Auf- und Absteiger zu bestimmen.

## Geschichte
Die zweithöchste Spielklasse im Eishockey änderte während ihres Bestehens mehrfach den Namen:
- 1953–1956: Celostátní soutěž
- 1956–1969: 2. Liga (oft auch II. liga)
- 1969–1993: 1. ČNHL, 1. SNHL

Ab 1963 wurde die zweite Spielklasse in vier regionalen Gruppen ausgespielt, wobei die Gruppe D als rein slowakische Gruppe ausgetragen wurde. Die vier Gruppensieger spielten in der Aufstiegsrelegation zwei Aufsteiger aus.
1969 wurde der Ligenspielbetrieb reformiert und zwei eigenständige Spielklassen für den tschechischen und slowakischen Teil der Tschechoslowakei gegründet. Diese wurden als 1. ČNHL (1. Česká národní hokejová liga) und 1. SNHL (1. Slovenská národná hokejová liga) bezeichnet, wobei letztere aus der Gruppe D der 2. Liga entstand. Für die Aufstiegsrunde qualifizierten sich der Meister der 1. SNHL, die beiden Staffelersten der 1. ČNHL sowie der Zweitplatzierte der Staffel A der 1. ČNHL.